# Impatiens mooreana
Impatiens mooreana är en balsaminväxtart som beskrevs av Schlechter. Impatiens mooreana ingår i släktet balsaminer, och familjen balsaminväxter. Inga underarter finns listade i Catalogue of Life.